# Río Yapacaní
Le río Yapacaní est une rivière bolivienne qui coule dans le département de Santa Cruz, plus précisément en province d'Ichilo. C'est un affluent du río Grande, donc un sous-affluent de l'Amazone par le río Mamoré et le río Madeira.

## Géographie
La longueur totale de son cours est de 440 kilomètres. Il naît dans le parc national Amboró, situé sur le versant nord de la cordillère orientale bolivienne, région bien arrosée à l'instar de toute la région des yungas. Il porte le nom de río Alturas del Yapacani pendant 200 km jusqu'à sa jonction avec le río Surutú qui vient de l'est. Il prend alors le nom de Yapacani, rejoint la plaine, et suit pendant encore 240 km un cours sinueux en direction nord-nord est.
Il se jette dans le río Grande juste avant le confluent de ce dernier avec le río Mamoré, et juste après avoir reçu lui-même le río Piraí qui vient de Santa Cruz de la Sierra. Le río Piraí est plus long que lui, mais est nettement moins abondant.
En fait, cette petite région est une zone de confluence majeure ou 5 rivières se rencontrent pour former le río Mamoré. De l'ouest vers l'est, ces rivières sont le río Chapare, le río Ichilo, le río Yapacani, le río Piraí, et le río Grande.
La superficie du bassin du río Yapacaní (río Piraí compris) est de 35 770 km2. Il constitue le principal affluent du río Grande dont il double quasiment le débit moyen
Le río Yapacaní est un cours d'eau navigable toute l'année. Ses eaux fort pures sont riches d'une abondante diversité de poissons. 
La petite localité de Villa Yapacaní sur ses rives, située à 150 km de Santa Cruz, est devenue une destination de choix pour les citadins désireux de se reposer, d'autant plus qu'une bonne route bien asphaltée relie désormais celle-ci et la rivière à la ville de Santa Cruz. Les eaux, fort calmes en général, y permettent la navigation, la nage et sont fréquentées par les pêcheurs. La ville est agrémentée de cabañas, sorte de petits restaurants qui vendent différents types de plats au choix.